# Eugenio Urandúrraga
Eugenio Urandúrraga y Garamendi (Elorrio, 1852-Madrid, 1905) fue un músico español.

## Biografía
Natural de la localidad vizcaína de Elorrio, donde nació el 15 de noviembre de 1852, fue matriculado como alumno de la Escuela Nacional de Música en 1870. En los concursos públicos de piano celebrados en junio de 1876, obtuvo el primer premio de dicha enseñanza. Era entonces discípulo de Eduardo Compta. Habría fallecido en Madrid en 1905.